# Aigars Kalvītis

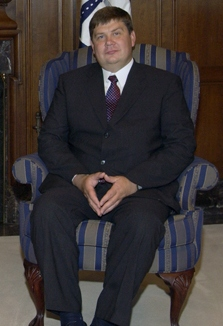
Aigars Kalvītis

Aigars Kalvītis (Riga, 27 giugno 1966) è un politico lettone, Primo ministro dal 2 dicembre 2004 al 20 dicembre 2007. È presidente della Federazione lettone di hockey su ghiaccio, presidente del consiglio di amministrazione della società lettone del gas Latvijas Gāze, presidente del Consiglio della società di telecomunicazioni lettone Tet..

## Biografia
Dopo essersi diplomato nel 1984 alla scuola secondaria di Riga n. 41, Kalvītis si è laureato all'Università lettone dell'Agricoltura nel 1992 in economia. Lo stesso anno ha studiato all'Università del Wisconsin. Dal 1992 al 1998 è stato direttore un varie attività che avevano a che fare con l'agricoltura. Kalvītis è stato uno dei fondatori del Partito Popolare della Lettonia nel 1997 e fu il primo eletto al Saeima, il Parlamento nazionale, nel 1998. Ha svolto la funzione di Ministro dell'Agricoltura dal 1999 al 2000 e di Ministro dell'Economia dal 2000 al 2002. Kalvītis è stato rieletto al Saeima ed è diventato leader del gruppo parlamentare del Partito Popolare nel 2002.

### Primo Ministro della Lettonia
Il 2 dicembre 2004 è diventato il Primo Ministro della Lettonia. Kalvītis dapprima ha guidato un governo di coalizione consistente del suo Partito Popolare, del Nuova Era, dell'Unione dei Verdi e degli Agricoltori e del Primo Partito di Lettonia. Nell'aprile 2006 Nuova Era ha lasciato il governo e Kalvītis ha pertanto condotto un governo di coalizione di minoranza basato sugli altri tre partiti.
Da Primo Ministro Kalvītis ha chiesto che il Ministro dei Trasporti Ainārs Šlesers si dimettesse dopo che si scoprì il suo coinvolgimento in una faccenda di voti comprati al Consiglio Cittadino di Jūrmala.
Le dimissioni furono accompagnate dal fatto che Šlesers era consapevole della questione, anche se non direttamente coinvolto nel tentativo di ricattare un politico di Jūrmala dopo le elezioni municipali del 2005. Le trascrizioni delle conversazioni telefoniche tra Šlesers e un commerciante di Jūrmala, e in seguito quelle dell'ex Primo Ministro Andris Šķēle e la stessa persona furono trasmesse in televisione il 12 marzo 2006.
Dai testi appare chiaro un tentativo di spostare la bilancia del potere di Jūrmala in favore di Juris Hlevickis, il principale candidato del Primo Partito di Lettonia.
Questi fatti scossero il mondo politico lettone e divennero il più importante scandalo politico da quando la Lettonia ha fatto il suo ingresso nell'Unione europea nel 2004.
La sua coalizione di governo ha mantenuto il potere nelle elezioni parlamentari del 7 ottobre 2006, ottenendo pochi seggi in più dell'altro schieramento e divenendo il primo governo a partire dall'indipendenza della Lettonia (1991) ad essere rieletto.

Oggi il governo consiste del Partito Popolare, dell'Unione dei Verdi e degli Agricoltori, del Primo Partito di Lettonia e del Partito per la Madrepatria e la Libertà. Quest'ultimo si è aggiunto dopo le elezioni del 2006, ed ha rafforzato la maggioranza portandola ad avere 59 su 100 seggi. Contemporaneamente, il Partito Popolare è divenuto il più grande partito del Parlamento lettone.

## Vita privata
Sua moglie è Kristīne Kalvīte. Ha tre figli: Kārlis, Roberts e Rūdolfs.